# Peter Olof Glimstedt
Peter Olof Glimstedt, född 23 april 1833 i Laholms stadsförsamling, Hallands län, död 1898 i Stockholm, var ett svenskt justitieråd.
Peter Olof Glimstedt var justitieråd i Högsta domstolen från 1880 till 1898. Han var filosofie doktor och riddare av Nordstjärneorden.
Han var gift med Alida Hichens (1845–1889) och var far till bland andra Henrik Glimstedt, Per Glimstedt, Herman Glimstedt och Jenny Glimstedt, den senare gift med kammarrådet Richard Bergström och mor till diplomaten Dick Hichens-Bergström och operasångerskan Margareta Bergström-Kärde.
Han är begraven i en familjegrav på Norra begravningsplatsen i Stockholm.